# Margaret Kipkemboi
Margaret Chelimo Kipkemboi, född 9 februari 1993, är en kenyansk friidrottare som tävlar i långdistanslöpning.

## Karriär
Vid världsmästerskapen i friidrott år 2019 i Doha tog Kipkemboi silver på  5 000 meter. Vid världsmästerskapen i friidrott år 2022 tog hon brons på 10 000 meter.